# Port lotniczy Friedrichshafen
Port lotniczy Friedrichshafen (Flughafen Friedrichshafen) – port lotniczy położony 3 km na północ od Friedrichshafen. W 2006 obsłużył 657 202 pasażerów.

## Linie lotnicze i połączenia
| Linia lotnicza    | Kierunek                                                                       |
| ----------------- | ------------------------------------------------------------------------------ |
| Avanti Air        | Sezonowe czartery: 1. Calvi (od 28 kwietnia 2024) 2. Preweza (od 11 maja 2024) |
| Aegean Airlines   | Sezonowe czartery: 1. Heraklion 2. Rodos                                       |
| Condor            | Sezonowo: 1. Palma de Mallorca                                                 |
| Corendon Airlines | Sezonowo: 1. Antalya 2. Hurghada                                               |
| EasyJet           | Sezonowo: 1. Londyn-Gatwick                                                    |
| Lufthansa         | 1. Frankfurt                                                                   |
| Wizz Air          | 1. Skopje                                                                      |